# Хогма, Юстин
Юстин Хогма (нидерл. Justin Hoogma; 11 июня 1998 года, Энсхеде, Нидерланды) — нидерландский футболист, защитник клуба «Виллем II».

## Клубная карьера
Хогма является воспитанником «Хераклеса». Пришёл в его академию в 10 лет, в 2016 году закончил её. С конца сезона 2015/16 стал подпускаться к основной команде. 6 марта 2016 года дебютировал в Эредивизи в поединке против НЕКа, выйдя на замену на 44-й минуте вместо Рамона Зомера.
В июле 2019 года перешёл на правах аренды в «Утрехт».
24 января 2022 года вернулся в «Хераклес», подписав с клубом четырёхлетний контракт.

## Достижения
«Хераклес»
- Победитель Первого дивизиона Нидерландов: 2022/23[нидерл.]